# 古晋中央监狱
1°33′13.1″N 110°20′54.0″E / 1.553639°N 110.348333°E
古晋中央监狱（英語：Kuching Central Prison），是一所曾位于馬來西亞砂拉越州的一個监狱。当地耆老一般称其为“旧古晋监狱”或“三角坡”，该监狱始建于1882年。於戰後正式成為監獄，2011年被砂拉越当局拆除。其原址位于古晉國民型华文中學前方，毗邻圣多玛学校。

## 历史
旧古晋中央监狱的历史最早可以追溯至十九世纪中后期的布鲁克家族时期，该建筑于1882年完工。曾经一度作为砂拉越第一任白人拉惹——詹姆斯·布鲁克的寢居，直到后期第二任白人拉惹——查尔斯·布鲁克登基后才正式变成监狱。该监狱曾经历日本占领古晋时期至1945年的日本投降，在战后的1946年由于末代拉惹——温纳·布鲁克宣布放弃拉惹头衔选择将砂拉越赠予英国。最终引发了砂拉越反让渡运动，期间著名砂拉越独立英雄——罗斯里·多比曾经刺杀砂拉越直辖殖民地首任总督——都昆·司徒华。后被关入该监狱至1950年被判处绞刑英勇就义。在1962年至1990年的汶莱叛乱和砂共叛乱时期曾一度作为关押政治犯和反殖民分子的监狱。直到1990年后砂拉越政府在Puncak Borneo兴建了新的监狱，后期在新监狱完工后原古晋监狱的罪犯被迁至Puncak Borneo Prison，最终于2011年随着砂拉越政府的一声令下。最终该监狱被拆除。